# The Silent Corner and the Empty Stage
The Silent Corner and the Empty Stage è il terzo album solista del cantante britannico Peter Hammill. Come nel precedente, anche gli ex Van der Graaf Generator partecipano alla registrazione dell'album, suonando le parti strumentali.

## Tracce
1. Modern - 7:28
2. Wilhelmina - 5:17
3. The Lie (Bernini's Saint Theresa) - 5:40
4. Forsaken Gardens - 6:15
5. Red Shift - 8:11
6. Rubicon - 4:11
7. A Louse Is Not a Home - 12:13

### Tracce bonus della versione rimasterizzata del 2006
1. The Lie (versione live)
2. Rubicon (versione live per la BBC)
3. Red Shift (versione live per la BBC)

## Formazione
- Peter Hammill - voce, pianoforte, chitarra, basso elettrico(nelle tracce 1,2 e 6), mellotron, minimoog
- Hugh Banton - organo Hammond, basso elettrico(nelle tracce 3,4 e 7), voce di supporto
- Guy Evans - batteria, percussioni
- David Jackson - sassofono, flauto
- Randy California - chitarra ritmica in Red Shift